# Raisin sec

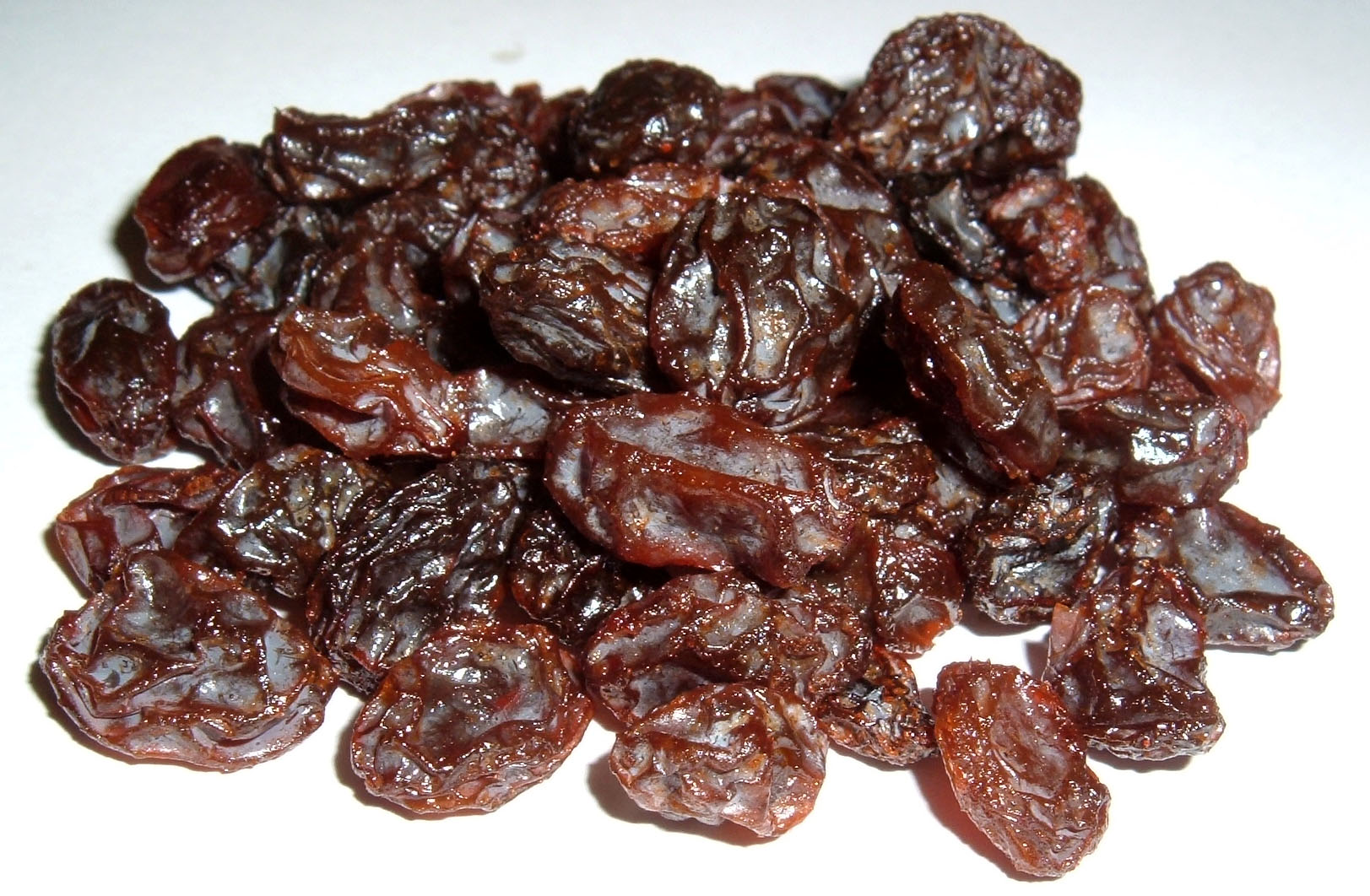
Des raisins secs.

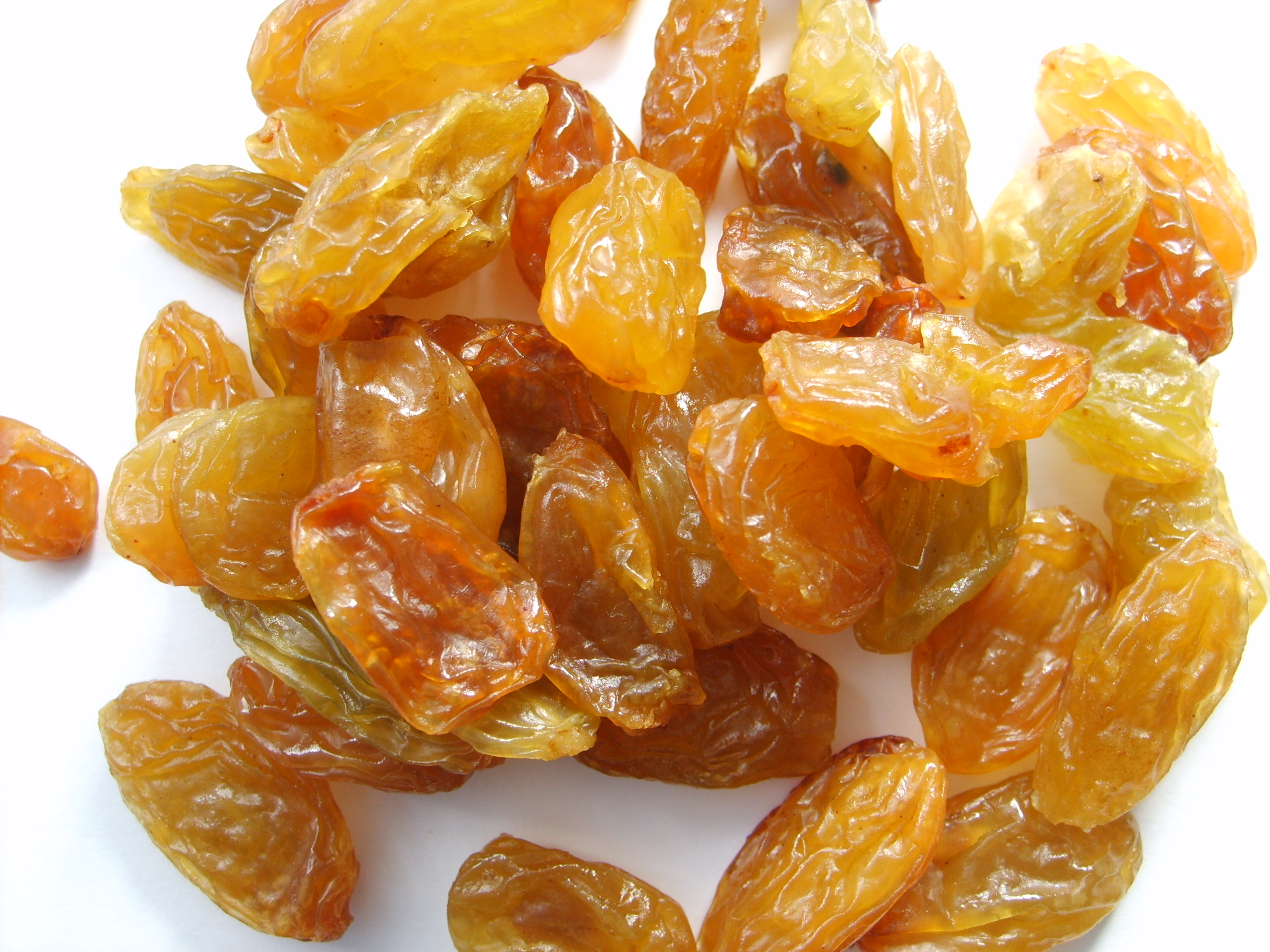
Raisins secs dorés

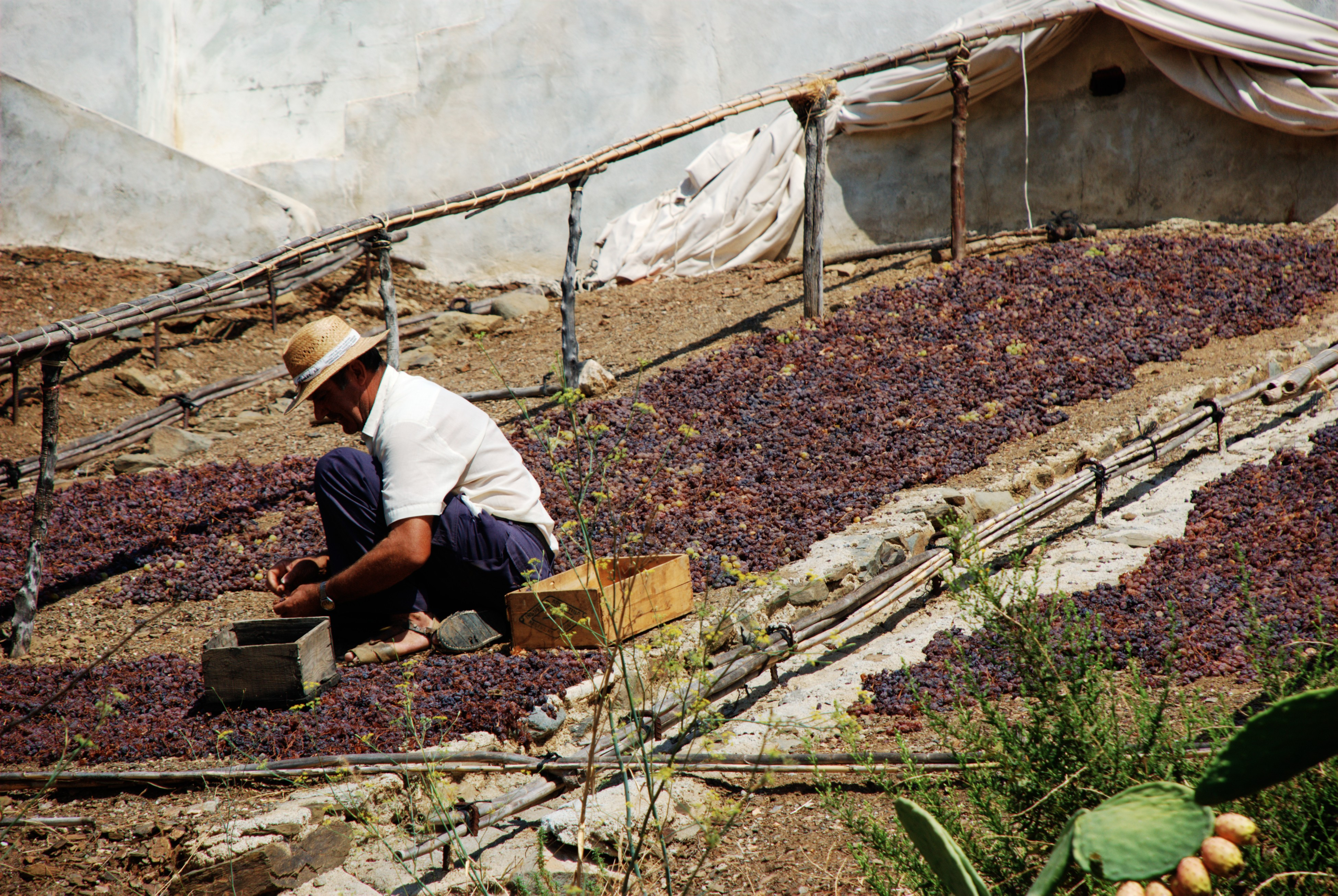
Séchage au soleil des raisins de Malaga, Espagne

Les raisins secs sont des raisins séchés. Ils peuvent être consommés crus tels quels ou être utilisés cuits dans certaines recettes.
Les raisins secs sont très doux en raison d'une concentration élevée en sucre. S'ils sont stockés pendant une longue période, le sucre  peut toutefois cristalliser et rendre le fruit granuleux, sans affecter sa valeur nutritionnelle. Pour faire disparaître cette cristallisation, il suffit de tremper les fruits dans un liquide (alcool, jus de fruit ou eau bouillante) pendant une courte période.

## Variétés
Il existe différentes variétés de raisins secs : le raisin de Corinthe, de Smyrne (Izmir), le raisin de Malaga (obtenu avec le cépage muscat d'Alexandrie), la sultanine, le raisin blond ou doré. Ces deux derniers sont issus du cépage Thompson Seedless.
Environ 95 % des raisins secs actuellement produits dans le monde proviennent du cépage blanc sultanine (Vitis vinifera L. cv. Sultanina), connu aussi aux États-Unis sous le nom de Thompson seedless. Puis viennent la variété Fiesta avec 3 % de la production et le cépage noir, le raisin de Corinthe avec 1,5 %.
L'absence de pépins (ou apyrénie) est une caractéristique constante de la sultanine qui est aussi fréquente dans le raisin de Corinthe mais plus rare dans le muscat d'Alexandrie, utilisé pour produire les raisins de Malaga.

## Séchage

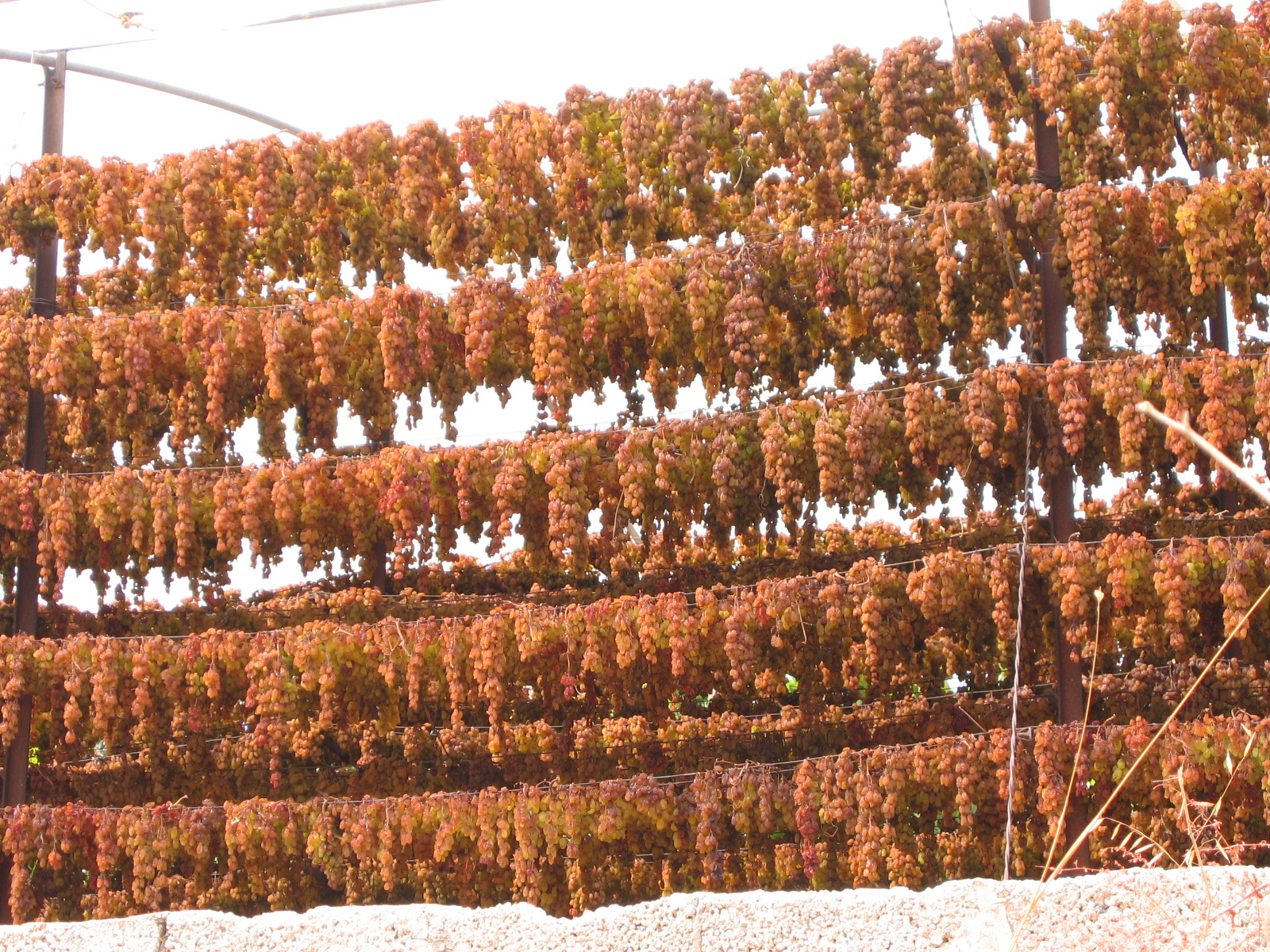
Séchage au soleil des raisins en Crète

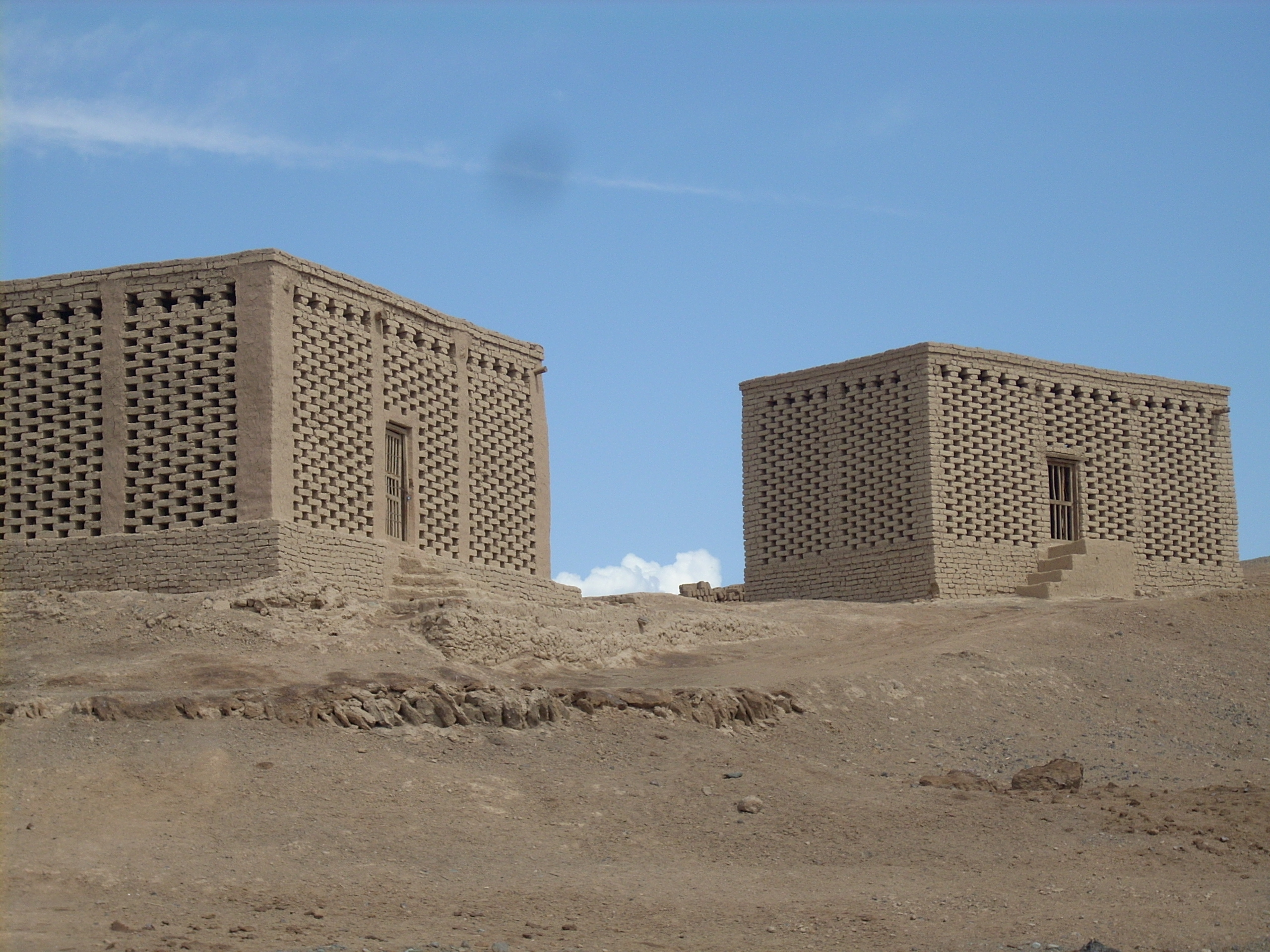
Séchage par le vent du désert dans des séchoirs, dépression de Tourfan (Chine).

Il existe plusieurs méthodes de séchage des grains de raisins : 

- séchage au soleil direct : les baies sont disposées sur des claies exposées directement au soleil où les grappes sont suspendues à des fils ou laissées sur pieds (ou passerillage) après torsion du pédoncule (Muscat d'Alexandrie, en Espagne)
- séchage au vent : les grappes sont suspendues dans des hangars de séchage bien aérés (dépression de Tourfan, Xinjiang, Chine)
- les grains sont plongés pendant 15-20 secondes dans de l'eau très chaude (87-93 °C) puis passés dans des tunnels de déshydratation à 71 °C pendant 20 à 24 heures[1].

Lors du séchage, les baies subissent un changement de couleur important, dû à l'apparition de pigments bruns ayant pour origine l'oxydation des composés phénoliques. Les enzymes impliqués dans cette oxydation sont des polyphénol oxydases (PPO), situés dans les conditions physiologiques normales dans des compartiments différents de la cellule (les parois et plastes) que les polyphénols (situés dans les vacuoles). Les techniques de séchage conduisent à des décompartimentations par changement de la perméabilité membranaire et à la rencontre de l'enzyme et des polyphénols.
Pour obtenir des raisins secs blonds, les grappes de Thompson Seedless sont plongées dans l'eau chaude puis traitées par fumigation à l'anhydride sulfureux SO2 afin d'inactiver les polyphénol-oxydases.

## Économie
| Production en tonnes en 2004-2005 | Production en tonnes en 2004-2005 | Production en tonnes en 2004-2005 | Production en tonnes en 2004-2005 | Production en tonnes en 2004-2005 | Production en tonnes en 2004-2005 |
| --------------------------------- | --------------------------------- | --------------------------------- | --------------------------------- | --------------------------------- | --------------------------------- |
| Turquie                           | 329 000,00                        | 30 %                              | 343 100,00                        | 30 %                              |                                   |
| États-Unis                        | 310 500,00                        | 28 %                              | 320 000,00                        | 28 %                              |                                   |
| Iran                              | 145 000,00                        | 13 %                              | 145 500,00                        | 13 %                              |                                   |
| Grèce                             | 73 269,00                         | 7 %                               | 71 194,00                         | 6 %                               |                                   |
| Chili                             | 53 700,00                         | 5 %                               | 64 000,00                         | 6 %                               |                                   |
| Afrique du Sud                    | 39 500,00                         | 4 %                               | 40 000,00                         | 4 %                               |                                   |
| Ouzbékistan                       | 37 500,00                         | 3 %                               | 37 500,00                         | 3 %                               |                                   |
| Afghanistan                       | 33 750,00                         | 3 %                               | 33 750,00                         | 3 %                               |                                   |
| Australie                         | 28 500,00                         | 3 %                               | 22 000,00                         | 2 %                               |                                   |
| Syrie                             | 12 000,00                         | 1 %                               | 12 000,00                         | 1 %                               |                                   |
| Autres pays                       | 44 351,96                         | 4 %                               | 44 849,00                         | 4 %                               |                                   |
| Total                             | 1 107 070,96                      | 100 %                             | 1 133 893,00                      | 100 %                             |                                   |

## Valeur nutritionnelle
Les raisins secs diffèrent du raisin frais dans le sens où ils sont environ 4 fois plus caloriques (environ 300 kcal, soit 1260 kJ, pour 100 g), et contiennent aussi environ 4 fois plus de minéraux et d'oligo-éléments (potassium), mais aussi de glucides. 
Ils contiennent bien évidemment beaucoup moins d'eau.
| Raisin sec (valeur pour 100 g, d'après l'afssa : table de composition nutritionnelle Ciqual 2008) | Raisin sec (valeur pour 100 g, d'après l'afssa : table de composition nutritionnelle Ciqual 2008) | Raisin sec (valeur pour 100 g, d'après l'afssa : table de composition nutritionnelle Ciqual 2008) | Raisin sec (valeur pour 100 g, d'après l'afssa : table de composition nutritionnelle Ciqual 2008) |
| ------------------------------------------------------------------------------------------------- | ------------------------------------------------------------------------------------------------- | ------------------------------------------------------------------------------------------------- | ------------------------------------------------------------------------------------------------- |
| eau : 18,3 g                                                                                      | fibres : 2,8 g                                                                                    | valeur énergétique : 267 kcal                                                                     | acides organiques : 4,7 g                                                                         |
| protéines : 2,6 g                                                                                 | lipides : 0,58 g                                                                                  | glucides : 65,8 g                                                                                 | cholestérol : 0 g                                                                                 |
| oligo-éléments                                                                                    |                                                                                                   |                                                                                                   |                                                                                                   |
| potassium : 783 mg                                                                                | magnésium : 32,1 mg                                                                               | phosphore : 85 mg                                                                                 | calcium : 56 mg                                                                                   |
| sodium : 14,4 mg                                                                                  | fer : 2,4 mg                                                                                      | iode : 3 µg                                                                                       | sélénium : 0,4 µg                                                                                 |
| vitamines                                                                                         |                                                                                                   |                                                                                                   |                                                                                                   |
| vitamine C : 3,2 mg                                                                               | vitamine B1 : 110 µg                                                                              | vitamine B2 : 130 µg                                                                              | vitamine B3 : 850 µg                                                                              |
| vitamine B5 : 110 µg                                                                              | vitamine B6 : 200 µg                                                                              | vitamine B9 : 14 µg                                                                               | vitamine B12 : 0 µg                                                                               |

Les raisins secs sont également intéressants pour leur apport en fibres alimentaires et en vitamines, à l'exception de la vitamine C, comme la quasi-totalité des fruits secs.
Une analyse de la composition en fibres alimentaires en 2003 a montré une prédominance des pectines et de polysaccharides de résidus de mannose et glucose.
Des teneurs élevées en fructanes (6 à 8 %) ont aussi été trouvées dans les échantillons de raisins secs séchés au soleil ou déshydratés artificiellement. Les fructanes après avoir traversé l'intestin grêle sans être digérés se retrouvent dans le côlon où ils subissent une fermentation par le microbiote (ou flore intestinale). Ils agissent comme prébiotiques en stimulant la microflore intestinale bénéfique (bifidobacterium et lactobacilles). Plusieurs études suggèrent que les fructanes pourraient protéger du cancer colorectal et réduire les triglycérides sanguins.
Les raisins secs sont particulièrement riche en bore (avec une concentration de 2,2 mg/100 g), un élément métalloïde important pour la croissance et qui pourrait aussi prévenir l'ostéoporose et l'arthrite.
Dans la médecine chinoise ancienne, le raisin était censé contenir des sels capables de purifier le sang et les organes[réf. souhaitée]. Il était donc prescrit en cure de dix jours pour nettoyer l'organisme.

## Composition phénolique
Les raisins secs, tout comme le jus de raisin ou le vin, sont une bonne source d'antioxydants phénoliques. La composition phénolique des raisins ou du vin est relativement bien connue, à la différence de celle des raisins secs qui a été beaucoup moins étudiée. Le processus de séchage n'est pas une simple déshydratation, il s'accompagne aussi d'oxydations enzymatiques et de réactions de brunissements nonenzymatiques modifiant la composition phénolique du produit.
Ainsi les procyanidols (ou tanin condensé) du raisin frais n'ont pas été retrouvés dans les raisins secs, probablement dégradés au cours du séchage (du moins à un degré de dégradation/polymérisation tel qu'ils ne sont pas détectables dans les extraits). D'autres composés, comme l'acide caféoyltartrique et des dérivés de quercétol ou de kaempférol se retrouvent en plus grande concentration dans le raisins secs.
| Composition phénolique de raisins secs Thompson Seedless (teneur en μg/g, par HPLC avec un mélange de solvants méthanol:éthanol:acétone 1:1:1 à 60 % d'après Zhao, Hall) | Composition phénolique de raisins secs Thompson Seedless (teneur en μg/g, par HPLC avec un mélange de solvants méthanol:éthanol:acétone 1:1:1 à 60 % d'après Zhao, Hall) | Composition phénolique de raisins secs Thompson Seedless (teneur en μg/g, par HPLC avec un mélange de solvants méthanol:éthanol:acétone 1:1:1 à 60 % d'après Zhao, Hall) | Composition phénolique de raisins secs Thompson Seedless (teneur en μg/g, par HPLC avec un mélange de solvants méthanol:éthanol:acétone 1:1:1 à 60 % d'après Zhao, Hall) | Composition phénolique de raisins secs Thompson Seedless (teneur en μg/g, par HPLC avec un mélange de solvants méthanol:éthanol:acétone 1:1:1 à 60 % d'après Zhao, Hall) | Composition phénolique de raisins secs Thompson Seedless (teneur en μg/g, par HPLC avec un mélange de solvants méthanol:éthanol:acétone 1:1:1 à 60 % d'après Zhao, Hall) | Composition phénolique de raisins secs Thompson Seedless (teneur en μg/g, par HPLC avec un mélange de solvants méthanol:éthanol:acétone 1:1:1 à 60 % d'après Zhao, Hall) | Composition phénolique de raisins secs Thompson Seedless (teneur en μg/g, par HPLC avec un mélange de solvants méthanol:éthanol:acétone 1:1:1 à 60 % d'après Zhao, Hall) |
| --- | --- | --- | --- | --- | --- | --- | --- |
| Acide gallique | Acide protocatéchique | Acide caféoyltartrique (caftarique) | (+)-catéchine | Acide férulique | Rutine (3-O-rutinosyl quercétol) | Kaempférol | Resvératrol |
| 76,05 | 107,85 | 38,81 | 346,19 | 2,23 | 3696,54 | 268,25 | 485,89 |

Les raisins Thompson Seedless dorés qui évitent le brunissement grâce à un traitement à l'anhydride sulfureux SO2 ont une teneur encore plus élevée en acide caféoyltartrique (trans-caftarique) et p-coumaroyltartrique (trans-coutarique) que les raisins secs Thompson Seedless seulement trempés dans l'eau chaude ou séchés au soleil.
Une analyse en 2009 par HPLC et spectrométrie de masse confirme que le quercétol et ses hétérosides (3-O-glucosyl quercétol, 3-O-rutinosyl quercétol, isorhamnétine) sont à des teneurs élevées dans tous les types de raisins secs (Thompson Seedless, raisins de Corinthe, raisins séchés au soleil et raisins dorés). Cette analyse montre aussi que les raisins dorés contiennent des taux bien plus élevés de ces composés flavonoliques (exception faite de isorhamnétine) que ceux obtenus avec les autres techniques de séchage.
Le dioxyde de soufre SO2 est une substance efficace et peu coûteuse pour maîtriser le brunissement enzymatique qui pour cette raison, est largement utilisé dans l'agroalimentaire (vins, vinaigres, fruits secs, viandes etc.). Il est toutefois de plus en plus remis en cause pour des raisons toxicologiques, certaines personnes réagissant par des éternuements, écoulements nasal, démangeaisons et diverses réactions inflammatoires plus ou moins graves.
On remarquera aussi une teneur très élevée en resvératrol (486 μg·g-1). En effet une cuillerée à soupe de raisins secs (13 g) représente 6,318 mg de resvératrol et sachant que la teneur moyenne des vins de Pinot noir français est de 5,4 mg/l, il en faudrait une bouteille et demi (1,17 l) pour l'équivaloir. Ces calculs sont seulement des indications d'ordre de grandeur, car on peut trouver d'énormes différences de valeurs d'un échantillon à l'autre. Par exemple, suivant l'analyse en 2007, le raisin de Corinthe ne contiendrait que 1,9 μg·g-1 de resvératrol.
Les raisins secs sont uniques chez les fruits et noix par leur contenu en isoflavones, daidzéine (690 μg/kg MS)  et génistéine (1458 μg/kg MS). Ces substances sont phytoestrogènes présentes en quantités négligeables dans la ration des Européens, exception faites maintenant des consommateurs de soja.

## Activité antioxydante
Comme il n'existe pas de mesure absolue d'évaluation du potentiel antioxydant d'un composé, on doit recourir à des évaluations comparatives avec d'autres composés.
L'échelle ORAC est basée sur l'aptitude d'un antioxydant à protéger la décroissance de la fluorescence de la fluorescéine en présence d'un oxydant, l'AAPH (un radical peroxyl).
| Activité antioxydante ORAC de diverses plantes, (tirée de la table Nutrient Data Laboratory USDA) | Activité antioxydante ORAC de diverses plantes, (tirée de la table Nutrient Data Laboratory USDA) | Activité antioxydante ORAC de diverses plantes, (tirée de la table Nutrient Data Laboratory USDA) | Activité antioxydante ORAC de diverses plantes, (tirée de la table Nutrient Data Laboratory USDA) |
| Partie consommée                                                                                  | Plante (nom scientifique)                                                                         | ORAC moyen ( μmol TE/100 g)                                                                       |                                                                                                   |
| ------------------------------------------------------------------------------------------------- | ------------------------------------------------------------------------------------------------- | ------------------------------------------------------------------------------------------------- | ------------------------------------------------------------------------------------------------- |
| Raisin noirs, frais                                                                               | Vitis vinifera                                                                                    | 1746                                                                                              |                                                                                                   |
| Lyciet (goji)                                                                                     | Lycium barbarum                                                                                   | 3 290                                                                                             |                                                                                                   |
| Raisins secs (seedless)                                                                           | Vitis vinifera                                                                                    | 3 406                                                                                             |                                                                                                   |
| Datte, deglet nour                                                                                | Phoenix dactilifera                                                                               | 3 895                                                                                             |                                                                                                   |
| Pomme, Red delicious, crue, avec sa peau                                                          | Malus pumila                                                                                      | 4 275                                                                                             |                                                                                                   |
| Pruneaux                                                                                          | Prunus domestica                                                                                  | 8 059                                                                                             |                                                                                                   |
| Raisins secs dorés (seedless)                                                                     | Vitis vinifera                                                                                    | 10 450                                                                                            |                                                                                                   |

L'activité antioxydante des raisins secs est supérieure à celle du raisin frais en raison de la concentration en polyphénols produite durant la déshydratation.
Et le score ORAC remarquablement élevé des raisins dorés tient à l'utilisation de l'anhydride sulfureux SO2 qui inactive les polyphénol oxydases mais qui n'est pas sans inconvénients sur le plan toxicologique.